# Gartenstraße 36 (Oschersleben)

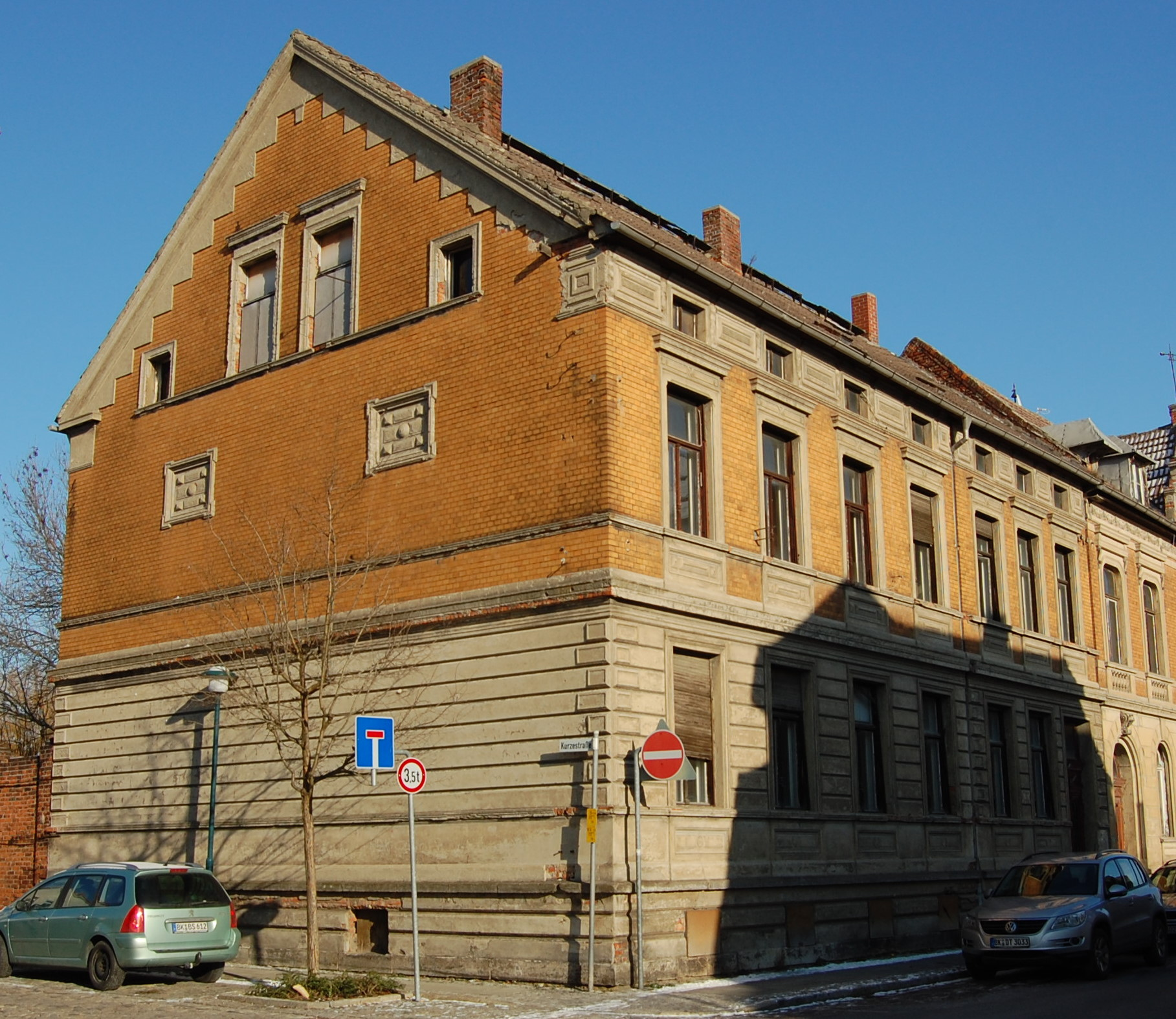
Haus Gartenstraße 36

Das Haus Gartenstraße 36 ist ein denkmalgeschütztes Gebäude in der Stadt Oschersleben (Bode) in Sachsen-Anhalt.

## Lage
Das Haus befindet sich nordwestlich der Oschersleber Innenstadt an der Einmündung der Kurzen Straße in die Gartenstraße. Es wird als Einzeldenkmal geführt und gehört außerdem zum Denkmalbereich Gartenstraße. Östlich grenzt das gleichfalls denkmalgeschützte Haus Gartenstraße 37 an.

## Architektur und Geschichte
Das Wohnhaus entstand im letzten Viertel des 19. Jahrhunderts im Stil des Spätklassizismus. Der Ziegelbau ist siebenachsig und durch seine Ecklage von für den Bereich besonders prägender Bedeutung. Die zweiflügelige Haustür verfügt über ein Oberlicht und stammt, wie die Fenster mitsamt Rollläden noch aus der Bauzeit.